# Héctor di Mauro
 Héctor di Mauro ( Córdoba, 18 de abril de 1928 – íd. 12 de abril de 2008 ) fue un titiritero de larga actuación tanto en su país como en el extranjero.

## Actividad profesional
Héctor Di Mauro cuenta en su libro Medio siglo de profesión titiritero (publicado en España), que durante el otoño de 1940, en el patio de la escuela a la que concurría en la ciudad de Córdoba asistió con su hermano mellizo Eduardo por primera vez a una primera función de títeres, a los que no conocían siquiera de nombre. Quien la llevó a cabo era Javier Villafañe, que después de la función fue al aula, les contó un cuento y les pidió que lo dibujaran. 
Luego, en el patio de su casa, dramatizaban en grupo, espontáneamente. Uno hacía de ‘Juancito’, otro de ‘María’, de ‘Fantasma Tío’ o de ‘Fantasma Sobrino’ e incluso alguno hacía de ¡Diablo’, sin muñecos, personalmente. El que representaba al ‘Diablo’ usaba una vincha que sujetaba dos palitos en su frente y una capa roja hecha con el mantel sacado de la mesa del comedor. 
A la semana siguiente de aquella función de Villafañe, la escuela les comunicó que la materia Manualidades la cursarían en el Taller de Manualidades Amadeo Auschter, que dirigía el pintor Mauricio Lasansky, amigo de Villafañe. Allí los hermanos optaron por los títeres, construyeron un teatrillo y representaron comedias de Villafañe “cientos de veces” primero en escuelas de la ciudad, luego en las de otras localidades y, finalmente, en giras por otras provincias. En el patio del Taller inauguraron con la puesta de El casamiento de doña Rana, también de Villafañe, el primer teatro estable de títeres de la ciudad. 
Entre 1942 y 1947 completaron su formación docente e integraron el Taller de Títeres de la Escuela Normal Superior de Córdoba y, al mismo tiempo, hacían funciones en poblaciones serranas durante el verano con El Retablo de Dúo, reemplazado en 1950 por el rubro La Pareja una agrupación considerada mítica en el género en la escena argentina con la cual los mellizos Di Mauro actuaron, ya profesionalmente y en forma exclusiva. Con ella en sus primeros 5 años partiendo de Córdoba recorrieron 120 pueblos y 40 villorios con funciones para niños y adultos, además de dar conferencias para maestros y colaborar con el educador Juan Pascual Pozzi. Cuando en 1952 llegaron por primera vez a Buenos Aires, actuaron en televisión, en el Conservatorio Nacional de Música y Arte Escénico Carlos López Buchardo y en algunos teatros independientes.
Los hermanos Di Mauro compartían la dirección y utilizaban una técnica consistente en que uno de ellos salía de detrás del teatro y podía “dirigir” al otro. Con ideas de uno o de otro incorporaron a su repertorio piezas como El Buen Rey, Los casos mímicos, La galera verde, Los Habladores, Idilio, Orden y Mamá Laucha, El Robo y el juego de manos solas Amor , entre otras.
En Córdoba los hermanos Di Mauro estuvieron en 1954, junto a otros titiriteros y artistas plásticos, entre los fundadores de la Escuela Experimental del Títere. 
Con el oriundo de Catamarca y criado en Córdoba Edmundo Efraín Saavedra realizaron espectáculos en el Teatro La Máscara de Buenos Aires en 1955 con un repertorio amplio que incluía obras de Javier Villafañe, Cervantes y Jodorowsky así como también otras de autores anónimos.
Hicieron giras por América y Europa y en 1960 fueron galardonados con el Tercer Premio de Interpretación en el Festival Internacional del Títere de Bucarest.

## Actividad gremial y docente
Di Mauro fue fundador y el primer secretario general de la Unión de Marionetistas de Argentina (Unima). En 1970 los hermanos gestaron el Primer Encuentro Nacional de Titiriteros, además de otros festivales nacionales e internacionales, cursos, encuentros y talleres. Bregó junto con su hermano para que se educara a los docentes en el trabajo con títeres como herramienta educativa y consiguieron crear las escuelas provinciales de títeres en Misiones (1971), La Pampa (1973), Neuquén (1969) y Tucumán (1958). 

## Premios
En 1991 recibió el Diploma al Mérito en Pantomima y títeres de la Fundación Konex, y también fue galardonado con el premio a la trayectoria del Instituto Nacional del Teatro. 

## Fallecimiento
Desde 2005 se alejó de la actividad y al año siguiente su salud se resintió a raíz de sufrir un violento asalto. Seis meses antes de fallecer el 12 de abril de 2008 había sido operado del corazón.

## Documental sobre su vida
Jorge Prelorán dirigió el documental  Héctor di Mauro. Titiritero (1980) dedicado a su vida.